# Oulad Ahmed ou-Moussa
Oulad Ahmed ou-Moussa in lingua berbera Ait Sidi Ahmed ou-Moussa ("discendenti di Ahmed ou-Moussa") è una corporazione di artisti di strada marocchini, specializzati nella professione di acrobati. Ahmed ou-Moussa, il personaggio che è riconosciuto come patrono della categoria, fu un santo marabutto nativo del Tazerwalt, una regione berbera del sud del Marocco (morto nel 971h / 1563).
In linea di principio, la corporazione era dedita a spettacoli di strada di vario genere, soprattutto l'esecuzione di canti e recitazione di poemi religiosi o di altro genere, accompagnate da danze, ma essendo formata da compagnie girovaghe, quando gli artisti si trovavano al di fuori dell'area linguistica chleuh, lasciavano da parte il repertorio di recitazione e canto, che non poteva essere compreso dal pubblico, e si concentravano sulle esibizioni di tipo acrobatico.
Le troupe (arrebicat) di Oulad Ahmed ou-Moussa comprendevano di solito alcune decine di persone. A volte essi si univano a membri di altre corporazioni, come quella dei tiratori scelti (fondata da Sidi Ali ben Nasr), e si esibivano in località sempre diverse, rimanendo non più di qualche giorno in uno stesso luogo. Nelle loro escursioni, non di rado abbandonavano le regioni d'origine, ma si recavano anche al di fuori del Marocco, in Algeria o in Tunisia, e in seguito anche in Europa e in Nordamerica. Uno dei primi accenni alla loro presenza in Europa risale al 1844.
Tra i primi a far conoscere in Europa questi acrobati fu Gustav Nachtigal (1879: 486-489), che incontrò e si accompagnò ad un gruppo durante un suo viaggio in Africa, lasciando una prima descrizione dei loro usi. A capo del gruppo stava un personaggio di una cinquantina d'anni, ancora molto robusto e valido, al punto di poter sorreggere orizzontalmente una lunga sbarra su cui volteggiavano tre o quattro acrobati. La maggior parte era formata da giovani adulti, ma anche da ragazzi molto giovani (la metà avevano tra i 9 e i 15 anni). Secondo le proprie capacità, ciascuno aveva la propria specialità: i più robusti sollevavano enormi pesi, i più agili eseguivano esercizi di destrezza. Oltre a ciò, però, essi erano in grado di esibizioni di musica e danza molto coinvolgenti (ivi, 500-501).
Il loro abbigliamento era di solito multicolore, e una cintura stringeva alla vita l'abito, che lasciava libera la parte inferiore della gamba, per permettere una maggiore scioltezza di movimenti. Tra gli esercizi, oltre a salti e capriole, a volte effettuati tenendo in mano pugnali affilati, era un esercizio obbligato la torre umana.
Tra i gruppi che si esibirono in Europa, uno venne in contatto con un berberista tedesco, Hans Stumme, che approfittò della loro presenza in Germania per ricavare numerosi testi in lingua tashelhit. Gli Oulad Ahmed ou-Moussa utilizzavano anche un particolare gergo, come era uso frequente presso le corporazioni di mestieri (Stumme 1903: 17).